# Милан Панић
Милан Панић (Београд, 20. децембар 1929) амерички је бизнисмен српског порекла. Оснивач је и дугогодишњи директор фармацеутске куће ИЦН. Панић је неколико година учествовао у политици Србије 1990-их. Он је био први председник владе Савезне Републике Југославије 1992 — 1993, и кандидат на изборима за председника Републике Србије у децембру 1992. године.
Поред политике бави се и хуманитарним радом. Бизнисмен чије фирме послују у Њупорт Бичу и Пасадени. Током његовог служења као председник владе а и после, залагао се за мир и демократију на територији Балкана. Кандидовао се за Председника Републике Србије 1992. године и завршио на другом месту, одмах иза Слободана Милошевића на изборима које су обележиле оптужбе и велики утицај владајуће странке на гласове. Панић је постао премијер Југославије као амерички грађанин. С обзиром на то да је као амерички држављанин прихватио функцију премијера, његово америчко држављанство доведено је у питање. Према уставу САД држављанин нема право да прихвати службу у име стране државе. Након Голде Меир Панић је први амерички држављанин који заузима високи политички положај у страној земљи.
Дугогодишњу каријеру изградио је и бавећи се бизнисом у медицинској и фармацеутској индустрији. Основао је ICN Pharmaceuticals данас позната као Bausch Health Companies Inc. Пројекат започет у гаражи прерастао је у глобалну фармацеутску корпорацију чије се деонице могу пронаћи и на Њујоршкој берзи са зарадом од преко 672 милиона долара годишње у преко 90 држава, на свом врхунцу. Након што се повукао из ИЦН-а, његов огранак преименовао је у МП Биомедикалс (енгл. MP Biomedicals) Компанија је глобални произвођач дијагностичких производа и бави се биологијом чије се операције обављају на територији Северне Америке, Азије, Аустралије и Европе. Панић у октобру 2015. године најављује продају МП Биомедикалс кинеској хемијској компанији Valiant Fine Chemicals Co.
Као филантроп, кроз своју Милан Панић фондацију (енгл. Milan Panić Jr. Foundation) као и MP Global Enterprises & Associates, LLC улагао је и спонзорисао мноштво стипендија на МИТ-Харвард медицинском програму, држао предавања о очувању мира на Универзитету у Вашингтону и Јужној Каролини (енгл. George Washington University; University of Southern California). Члан је председничког кабинета на Чепмен универзитету (енгл. Chapman University), потпредседник и покровитељ Лос Анђелеске опере и чест спонзор калифорнијских културних и добротворних дешавања и организација.

## Биографија

### Младост и образовање
Панић је рођен 20. децембра 1929. године у Београду, Краљевина Југославија (данашња Србија) у породици средње класе. Његов отац, истакнути владин службеник, умро је када је имао три године, остављајући Панићеву мајку да одгаја њега и његове сестре. Суочена са све већим недостатком робе због нацистичке окупације Београда, Панић је покренуо фарму поврћа како би подржао своју породицу и заједницу. Као млад студент, заинтересован за географију и хемију, своју собу преточио је у малу лабораторију у којој је могао да спроводи експерименте. Током Другог светског рата, Панић, тада стар само 14 година, придружио се Титовом партизанском отпору у борби против растућег нацистичког утицаја у Југославији. По повратку из војне службе, наставио је са студијама биохемије на Технолошком факултету у Београду. Панић се уписао као студент медицине на Медицинском факултету Универзитета у Београду пре него што је прешао на студије биохемије.

### Бициклизам
Милан Панић бавио се бициклизмом у детињству до раних адолесцентских дана. Такмичио се на интернационалном нивоу и постао југословенски национални шампион. Док је путовао на међународни турнир у Холандији 1955. године, Панић је пребегао у Аустрију са својом женом Јелицом Панић (девојачко Наранџић).

### Бег у Аустрију
По преласку у Аустрију у августу 1955. године, Панић и његова супруга поднели су захтев за азил у Немачкој и преселили се у западно-немачки избеглички камп. Док је био у Немачкој, уписао се на докторске студије на Универзитету у Хајделбергу и радио је са селидбама и транспортом намештаја. Након што је одобрен захтев за азил у Немачкој неколико месеци након његовог првог доласка, Панић подноси захтев за програм који је преселио избеглице у Сједињене Државе. По пријему у програм, он и Јелица су се почетком 1956. године преселили у Фонтану у Калифорнији. Године 1959. Панић је одлучио покренути властити бизнис, Међународну хемијску и нуклеарну корпорацију (ИЦН).

## Политика и јавне службе у Европи

### Премијер Југославије
На захтев председника Југославије Добрице Ћосића и председника Србије Слободана Милошевића, Милан Панић јула 1992. године постаје председник владе Савезне Републике Југославије. Његов главни циљ био је успостављање мира, израде нацрта устава, укидања санкција Уједињених нација и инсистирања на затварању концентрационих логора. У августу 1992. имао је кључну улогу на Лондонској међународној конференцији о бившој Југославији која је сазвана због светске пажње коју је привукла када је у питању економски и политички статус. На конференцији, Панић је изнео "План Мира" који је садржао 12 тачака. Након месец дана је одржао говор „Говор мира“ испред Генералне скупштине Уједињених нација. Панић је 2. децембра 1992. објавио своју намеру да се жели суочити са Слободаном Милошевићем у борби за председника Србије. Кампања коју је водио била је подређена економским реформама и доношењу мирног решења када је у питању рат у Босни и Херцеговини. Панић је тврдио да је Милошевић осакатио Србију тако што је дозволио пораст незапослености и инфлације, истовремено подстичући изолацију и санкције од стране међународне заједнице. Панић је директно апеловао на српску омладину и старије бираче да траже компромис у текућем конфликту који је укључивао признавање Хрватске и Босне и Херцеговине на њиховим садашњим границама. На изборима 1992. године, Панић је заузео друго место иза Милошевића, добивши 32% гласова. Посматрачи Хелсиншке комисије, политички експерти и новинари тврдили су да су Милошевић и његове присталице манипулисали изборним резултатима због непрописног коришћења државних медија и ометања гласања.

### Мир у Југославији и Дејтонски споразум
Након мандата премијера, Панић је остао укључен у борби за коначни мир и демократију у региону. У децембру 1993. почео је преписку са америчким председником Билом Клинтоном у вези са предложеним мировним самитом са свим председницима држава бивше Југославије. Године 1994. сусрео се с Клинтоном и његовим саветницима у Калифорнији како би расправљали о даљем предлогу. Након додатних разговора у наредне две године, у којима је Панић предложио мировну конференцију на Балкану, Клинтонова администрација сазвала је Конференцију о успостављању мира у ваздухопловној бази Рајт-Патерсон у Дејтону, Охајо, САД.
Конференција је окончана потписивањем Дејтонског споразума 21. новембра 1995. године, којим је окончан рат у Босни и Херцеговини, дељењем Босне и Херцеговине на два одвојена ентитета: Федерацију Босне и Херцеговине и Републику Српску. Од краја рата, Панић је наставио да инсистира на демократији у југословенском региону сазивајући политичке активисте и заговарајући у медијима.

## Пословна каријера

### Оснивање ИЦН
Године 1959. Панић је покренуо ИЦН из своје гараже одмах надомак Лос Анђелеса, КА користећи 200 долара у почетном капиталу. Његов почетни пословни модел изграђен је на основу синтезе хемијских једињења да би се продао у калифорнијске истраживачке лабораторије. Током 1960-их, ИЦН је пласирао генеричку верзију Л-Допа, широко коришћеног антидота Паркинсонове болести. Панић је предводио ИЦН у наредним деценијама да развије темеље за неколико хиљада потенцијалних нових лекова. Како је ИЦН растао, Панић је преселио своје операције из Пасадене, у нову истраживачку лабораторију у Коста Месу и преименовао компанију ICN Pharmaceuticals. 1967. ИЦН је званично уврштена на Њујоршкој берзи.

### Откриће Рибавирина и производња Виразола
Године 1972, ИЦН је открио рибавирин, најраније забележени антивирусни агенс широког спектра. Хемичари Џозеф Т. Витковски и Роналд К. Робинс били су саставни део стварања овог комплекса. Године 1985, рибавирин је одобрен под именом Виразоле од стране Управе за храну и лекове за лечење респираторног синцицијалног вируса (РСВ), болести горњих респираторних путева која првенствено погађа децу. Године 1991, ИЦН је створио СПАГ-2 (мали генератор аеросола) инхалатор за давање аеросолизираног облика рибавирина током болничких третмана специфичних вирусних инфекција.
Године 1985, ИЦН и компанија Истмен-Кодак покренули су шестогодишње заједничко улагање од 45 милиона долара за истраживање лекова који успоравају, заустављају или обрћу процес старења. Између 1986. и 1987. године, ФДА је тврдила да је ИЦН преувеличао Виразолову ефикасност у лечењу других болести укључујући и вирус АИДС-а. ИЦН се договорио са ФДА 1991. године. У јануару 1988, ИЦН је купио 7,3% швајцарске фармацеутске компаније Хофман ла Рош, као део пријављене стратегије набавке како би проширио ИЦН-ове досеге и маркетиншке могућности.
Након пада Берлинског зида, ИЦН је стекао више фармацеутских фирми у источној Европи. У мају 1991., ИЦН је у то време купио 75% Галенике, највећег југословенског произвођача лекова. Након осам месеци, нови огранак ИЦН-Галеника остварила је приходе од 364 милиона долара. У априлу 1992. године, ИЦН Фармацеутикас и ИЦН-Галеника делимично су финансирали иницијативу у износу од 100.000 долара за вакцинацију деце у југословенској покрајини Косово. 1995. године Комисија за хартије од вредности (КХВ) је истражила ИЦН због забринутости деоничара у вези са продајом деоница г. Панића пре доношења кључне регулаторне одлуке ФДА. Након трогодишње истраге, ДИК је повукао своју истрагу 1998. године без подношења тужбе.

### Глобални успех и крај мандата у ИЦН-у
Године 1998, ФДА је одобрила Виразоле за лечење хепатитиса Ц у комбинацији са другим леком званим интерферон. Виразол је на крају постао глобални стандард за лечење вишеструких педијатријских и медицинских стања код одраслих. Употреба укључује ефикасно лечење хроничног хепатитиса Ц у комбинацији са интерфероном, вишеструке вирусне грознице укључујући грипу, параинфлуенцу, аденовирус, оспице, кримско-конгошку хеморагичну грозницу и Ласу грозницу, као и оштећење бубрега и рак штитњаче.
Током 1990-их, Панић је решио четири тужбе за сексуално узнемиравање које су поднели бивши запослени ИЦН-а. 2002. године, ИЦН је решио грађанску тужбу ДИК-а у вези са лажним изјавама у вези са њиховим производима. Панић је одлучио да се повуче као генерални директор и председник ИЦН-а у јуну 2002. године након што су супротни деоничари преузели контролу над Управним одбором ИЦН-а. Након годину дана деоничари су подигли тужбу сматрајући да је Панић по одласку узео више новца него што му следује али се тужбом и поштовањем договора овај случај окончао. Током своје каријере председника, извршног директора и предсједника, Панић је водио ИЦН на годишњој продаји у 90 земаља, која је прешла 672 милиона долара, с више од 600 лекова у свом портфељу до његове последње године 2001. године.
Панић одржава друге пословне субјекте и инвестиције у САД и на међународном нивоу. 2003. године, након Панићевог одласка, ИЦН Фармацеутикалс је променио име у Valeant Pharmaceuticals International, Inc.

### МП Биомедикалс
Након повлачења из ИЦН-а, Панић је купио биолошку подружницу ИЦН Биомедикалс и променио име у МП Биомедикалс. МП је специјализован за истраживање и развој биологије и дијагностичких производа. Глобално седиште МП-а налази се у Санта Ани, са седиштем у САД и централним дистрибутивним центром у Соулону. Компанија одржава глобалне операције у Северној Америци, Јужној Америци, Азији, Аустралији и Европи. Дана 14. јуна 2010. године, Панић и МП стекли су ИЦПБио Интернатионални ЛТД., Новозеландску компанију за производњу биолошких протеина. 11. децембра 2014. године, ФДА је одобрила МП Диагностикс ХТЛВ Блот 2.4, први ФДА лиценцирани допунски тест за људски Т-ћелијски лимфотропни вирус-I/II (HTLV-I/II). У октобру 2015. године, Панић је најавио продају МП Биомедикалс кинеској Valiant Fine Chemicals Co.

## Приватни живот
Панић пружа филантропску подршку разним универзитетима, истраживачким програмима, музејима, политичким циљевима и добротворним организацијама кроз своју фондацију и MP Global Enterprises & Associates, LLC. Хуманитарну помоћ и донације поред Америке чинио је и у Србији подржавајући многе акције ("Битка за бебе")  Подржао је Удружење мишићне дистрофије и спонзорисао стипендије на медицинском програму (МИТ-Харвард). Панић је често држао разне трибине и предавања на тему мира на универзитетима у Вашингтону, Јужној Каролини и Чепмену. Прва супруга Јелица са којом је био у браку од 1954.-1976. умрла је не знајући да је муж вара са секретарицом Сали Тејлор са којом је био у браку од 1976.-1988. године. Трећа жена са којом је добио сина Милана Спенсера, са којом је и данас у браку је 39 година млађа оперска певачица Милена Китић. Упознали су се у Београду на прослави на којој је он био гост а она певала. Негде се наводи да је његова прва љубав Љубица која није желела да пребегне са њим и да је ту у ствари Јелица започела своју љубавну причу са Миланом Панићем. Милан Панић аутор је књига "МИСИЈА МИРА-Дејтон је моја идеја!" и "ТВОРАЦ БЕСМРТНОСТИ".. Поред књига на српском језику, Милан Панић објавио је и на енглеском књигу о демократији и борби кроз коју је пролазио као премијер владе у Србији и бившој Југославији.

## Награде
Панић је награђен Медаљом части Ellis Island 27. октобра 1986. Вол Стрит Журнал Европе га је 1992. године прогласио „Европљанином године”, због залагања и труда у служби југословенског премијера да уведе демократске, слободне тржишне реформе, донесе мир и подстакне опозицију Слободану Милошевићу.
У фебруару 2015. године Хуманитарна организација Лајфлајн у Њујорку доделила је Панићу награду за животно дело за своју филантропску подршку академских, културних, политичких и хуманитарних организација широм света.